# 弗朗切斯科·普里马蒂乔

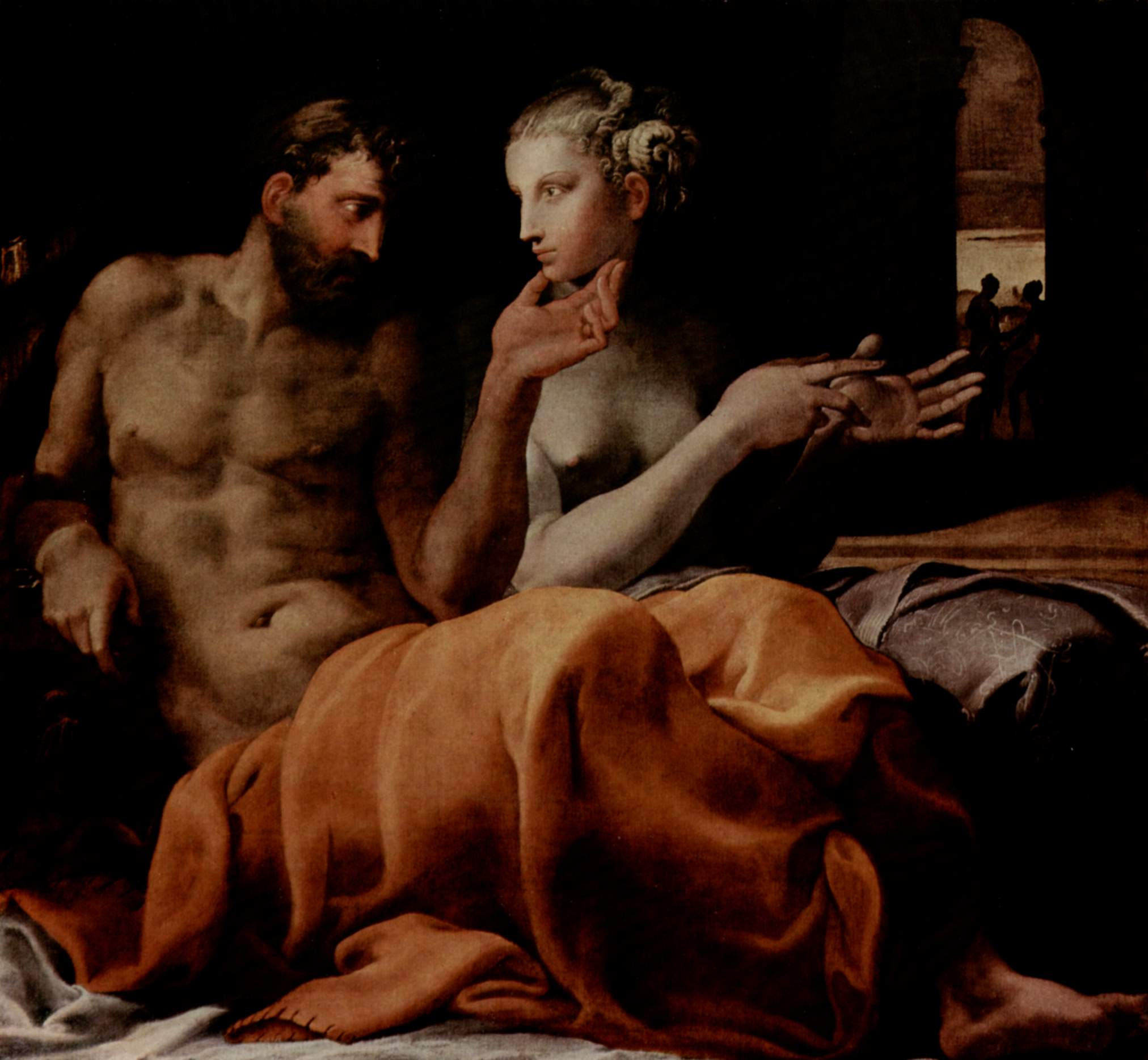
普里马蒂乔作品-奥德修斯和珀涅罗珀 1563年

弗朗切斯科·普里马蒂乔（法語：Francesco Primaticcio；1504年4月30日—1570年），意大利画家、雕刻家、室内装饰家。他出生于博洛尼亚，1532年应法国国王弗朗索瓦一世的邀请，前往法国，为法国王室服务。